# Ugo D'Alessio
Ugo D'Alessio, all'anagrafe Pasquale D'Alessio (Napoli, 26 agosto 1909 – Napoli, 16 febbraio 1979), è stato un attore italiano.

## Biografia
Proveniente da una famiglia napoletana di artisti, debuttò a soli otto anni nella commedia Un grazioso equivoco, sotto la direzione dello zio Giuseppe. In seguito recitò con Nino Taranto e successivamente, al Teatro Ambra Jovinelli di Roma, fu impegnato nella sceneggiata napoletana.
Per cinque anni, a partire dal 1927, recitò nella compagnia teatrale Cafiero-Fumo, per poi iniziare l'importante esperienza con Eduardo De Filippo.
Nel 1954 recitò in Palummella zompa e vola, per l'inaugurazione dell'eduardiano Teatro San Ferdinando e fu abile caratterista in numerose altre commedie del maestro, tra cui Le voci di dentro, Questi fantasmi e Sik-Sik, l'artefice magico. Fu anche direttore artistico del Teatro Sannazaro.
Al cinema ebbe quasi esclusivamente ruoli secondari, sia come attore drammatico sia comico, disimpegnandosi sempre con professionalità. Particolarmente significativi i film che girò con Totò: in Totòtruffa 62 era l'ingenuo italo-americano Decio Cavallo, a cui Totò vende la Fontana di Trevi, ancor più in Totò contro i quattro, dove interpretò il brigadiere Di Sabato. Ne Il medico dei pazzi impersonò l'anziano maestro di musica Pastetta, creduto pazzo da Totò. 
Appassionato di poesia, pubblicò nel 1967 un volume di liriche in lingua napoletana dal titolo Jamm ca mo' s'aiza (ediz. Berisio).
Fu Mastro Ciliegia nello sceneggiato Le avventure di Pinocchio di Luigi Comencini.

## Filmografia

Ugo D'Alessio con Nino Taranto e Totò in Totòtruffa 62 (1961)

- Malaspina, regia di Armando Fizzarotti (1947)
- Assunta Spina, regia di Mario Mattoli (1948)
- Madunnella, regia di Ernesto Grassi (1948)
- Luna rossa, regia di Armando Fizzarotti (1951)
- Cento piccole mamme, regia di Giulio Morelli (1952)
- Rosalba, la fanciulla di Pompei, regia di Natale Montillo (1952)
- Processo alla città, regia di Luigi Zampa (1952)
- È arrivato l'accordatore, regia di Duilio Coletti (1952)
- Voto di marinaio, regia di Ernesto De Rosa (1953)
- Un turco napoletano, regia di Mario Mattoli (1953)
- Questi fantasmi, regia di Eduardo De Filippo (1954)
- Il medico dei pazzi, regia di Mario Mattoli (1954)
- Amori di mezzo secolo, regia di Roberto Rossellini (1954)
- Dov'è la libertà...?, regia di Roberto Rossellini (1954)
- Soli per le strade, regia di Silvio Siano (1954)
- Milanesi a Napoli, regia di Enzo Di Gianni (1954)
- I giorni più belli, regia di Mario Mattoli (1957)
- Addio per sempre, regia di Mario Costa (1957)
- La sposa, regia di Edmondo Lozzi (1958)
- Carmela è una bambola, regia di Gianni Puccini (1958)
- La contessa azzurra, regia di Claudio Gora (1960)
- Appuntamento a Ischia, regia di Mario Mattoli (1960)
- Tutti a casa, regia di Luigi Comencini (1960)
- Viva l'Italia, regia di Roberto Rossellini (1961)
- Totòtruffa 62, regia di Camillo Mastrocinque (1961)
- Il giudizio universale, regia di Vittorio De Sica (1961)
- L'oro di Roma, regia di Carlo Lizzani (1961)
- Totò contro i quattro, regia di Steno (1963)
- Le monachine, regia di Luciano Salce (1963)
- I due toreri, regia di Giorgio Simonelli (1965)
- Spara forte, più forte... non capisco!, regia di Eduardo De Filippo (1966)
- Operazione ricchezza, regia di Vittorio Musy Glori (1968)
- Il giorno della civetta, regia di Damiano Damiani (1968)
- Capriccio all'italiana, regia di Steno (1968)
- Ninì Tirabusciò, la donna che inventò la mossa, regia di Marcello Fondato (1970)
- Camorra, regia di Pasquale Squitieri (1972)
- Non si sevizia un paperino, regia di Lucio Fulci (1972)
- Pane e cioccolata, regia di Franco Brusati (1973)
- Il gioco della verità, regia di Michele Massa (1974)
- Una sera c'incontrammo, regia di Piero Schivazappa (1975)
- Sette note in nero, regia di Lucio Fulci (1977)

### Televisione
- Madame Curie, sceneggiato, regia di Guglielmo Morandi (1966)
- Tutto Totò, episodio Totò a Napoli, regia di Daniele D'Anza – miniserie TV (1967)
- I racconti del faro, regia di Angelo D'Alessandro – miniserie TV
- Il cappello del prete, sceneggiato, regia di Sandro Bolchi (1970)
- Le avventure di Pinocchio, regia di Luigi Comencini (1972)

## Prosa televisiva Rai
- Miseria e nobiltà di Eduardo Scarpetta, regia di Eduardo De Filippo, trasmessa il 30 dicembre 1955.
- Non ti pago, regia di Eduardo De Filippo, trasmessa il 13 gennaio 1956.
- Questi fantasmi!, regia di Eduardo De Filippo, trasmessa il 3 febbraio 1956.
- Sei atti unici in bianco e nero (ep. Amicizia, San Carlino 1900... e tanti, Quei figuri di tanti anni fa), maggio-giugno (1956).
- La cantata dei pastori, regia di Vittorio Viviani, trasmessa il 24 dicembre 1958.
- Un figlio a pusticcio di Eduardo Scarpetta, regia di Mario Mangini e di Pietro Turchetti, trasmessa il 7 luglio 1959 sul Programma Nazionale
- Napoli milionaria!, regia di Eduardo De Filippo, trasmessa il 22 gennaio 1962.
- Questi fantasmi, regia di Eduardo De Filippo, trasmessa nel 1962.
- Ditegli sempre di sì, regia di Eduardo De Filippo, trasmessa nel 1962.
- Peppino Girella, di Eduardo De Filippo e Isabella Quarantotti, regia di Eduardo De Filippo, trasmessa  dal 14 aprile al 15 maggio del 1963.
- Le voci di dentro, regia di Eduardo De Filippo, trasmessa nel 1963.
- La grande magia, regia di Eduardo De Filippo, trasmessa il 19 febbraio 1964.
- Non ti pago, regia di Eduardo De Filippo, trasmessa il 7 aprile 1964.
- Mia famiglia, regia di Eduardo De Filippo, trasmessa il 15 aprile 1964.
- Il sindaco del rione Sanità, regia di Eduardo De Filippo, trasmessa il 29 aprile 1964.
- Totò a Napoli, regia di Daniele D'Anza, trasmessa nel 1967.
- Le avventure di Pinocchio, regia di Luigi Comencini, trasmesso dall'8 aprile al 6 maggio 1972.
- La signora Ava, trasmessa nel 1975.
- Le voci di dentro, regia di Eduardo De Filippo, trasmessa nel 1978.

## Doppiatori italiani
- Mario Frera in Carmela è una bambola
- Carlo Romano ne L'oro di Roma
- Ignazio Balsamo ne I due toreri
- Pino Locchi in Camorra
- Ennio Balbo in Non si sevizia un paperino
- Riccardo Billi ne Le avventure di Pinocchio